# 뉴질랜드-영국 관계
뉴질랜드-영국 관계는 뉴질랜드와 영국의 외교 관계이며, 전통적으로는 특별하게 우대하고 있는 외교 관계가 깊다. 주로 대다수의 뉴질랜드인들이 정치, 경제, 문화적으로 볼 때 영국을 모국과 같이 생각한다. 그래서 뉴질랜드가 영국 연방의 일원으로, 1995년에 오클랜드에서 영국 연방 관련 총회를 개최한 것으로 보인다.
뉴질랜드에서는 최근 들어 브렉시트(영국의 유럽 연합 탈퇴)를 계기로 뉴질랜드에 이민을 신청하고 있는 영국인들이 기하급수적으로 늘어나고 있다. 따라서 영국과 뉴질랜드 양국 모두 엘리자베스 2세의 여왕을 공유하고 있는 입헌 군주국이다.
뉴질랜드는 같은 영연방 국가인 캐나다, 호주와 비교할 때 가장 영국과 깊은 관계를 맺고 있으며 영국의 잔재를 많이 간직한 나라로 뽑힌다. 영국과 지리적 특성이 비슷하여 영국의 시스템이나 정치 제도, 디자인 등을 많이 받아들였기 때문이다. 캐나다의 경우 미국의 영향을 받으면서 영국의 잔재는 사라진지 오래고, 호주 역시 넓은 영토 탓에 미국의 연방제 시스템을 본받았기 때문이다.

## 양국의 외교 공관 존재 여부
- 영국 : 웰링턴에 고등판무관 사무소를, 오클랜드에 총영사관이 존재하고 있음.
- 뉴질랜드 : 런던에 고등판무관 사무소를 두고 있으며, 아일랜드 주재 대사관 및 가나·나이지리아 주재 고등판무관 사무소를 모두 겸임 중.

## 같이 보기
- 영국의 대외 관계

## 참고 자료
- 뉴질랜드와 영국과의 외교 관계